# Baia della Crepatura
La baia della Crepatura si trova in provincia di Livorno, nel comune di Rosignano Marittimo, nella frazione di Castiglioncello, alle propaggini meridionali del Romito. È il tratto di banchina litoranea più lungo della provincia (2 km), e comprende anche la famosa caletta di Castiglioncello. 
La corrosione causata dall'azione dell'acqua e delle maree ha consentito la creazione di una spianata d'abrasione che si estende tra una baia e l'altra raggiungendo una larghezza di 10-20 metri che occasionalmente può superare i 50.